# Abtsdorfer See
Der Abtsdorfer See, auch Haarsee genannt, ist ein Badesee in der Gemeinde Saaldorf-Surheim in der Nähe von Laufen, Oberbayern.

## Beschreibung
Der nach dem Abschmelzen des Salzachgletschers am Ende der Würm-Kaltzeit in einer Schürfungsgrube des Gletschers entstandene See gilt als einer der wärmsten Seen in Bayern.  Die Wassertemperatur schwankte 2011 zwischen 17° im Mai und über 26° im Juli und August. Seine dunkle Färbung stammt nicht vom Moorwasser, sondern von den humussäurehaltigen Zuflüssen aus dem nahen Haarmoos. Das Haarmoos selbst war ursprünglich auch ein flacher See und wurde Hui- oder Haarsee genannt, wovon vermutlich der zweite in der Gegend vollkommen ungebräuchliche Name des Abtsdorfer Sees herrührt. Der Haarsee wurde 1772–1774 trockengelegt, um landwirtschaftlich nutzbare Fläche zu gewinnen. Dazu wurde der einzige Abfluss des Sees, der Schinderbach, auf Anordnung von Erzbischof Hieronymus Graf Colloredo um zwei Klafter (ca. 1,75 m in Bayern) vertieft. Um 1900 wurde erwogen, den Abtsee nochmals um 80 bis 100 cm abzusenken, jedoch lehnten dies die Laufener Bürger ab.

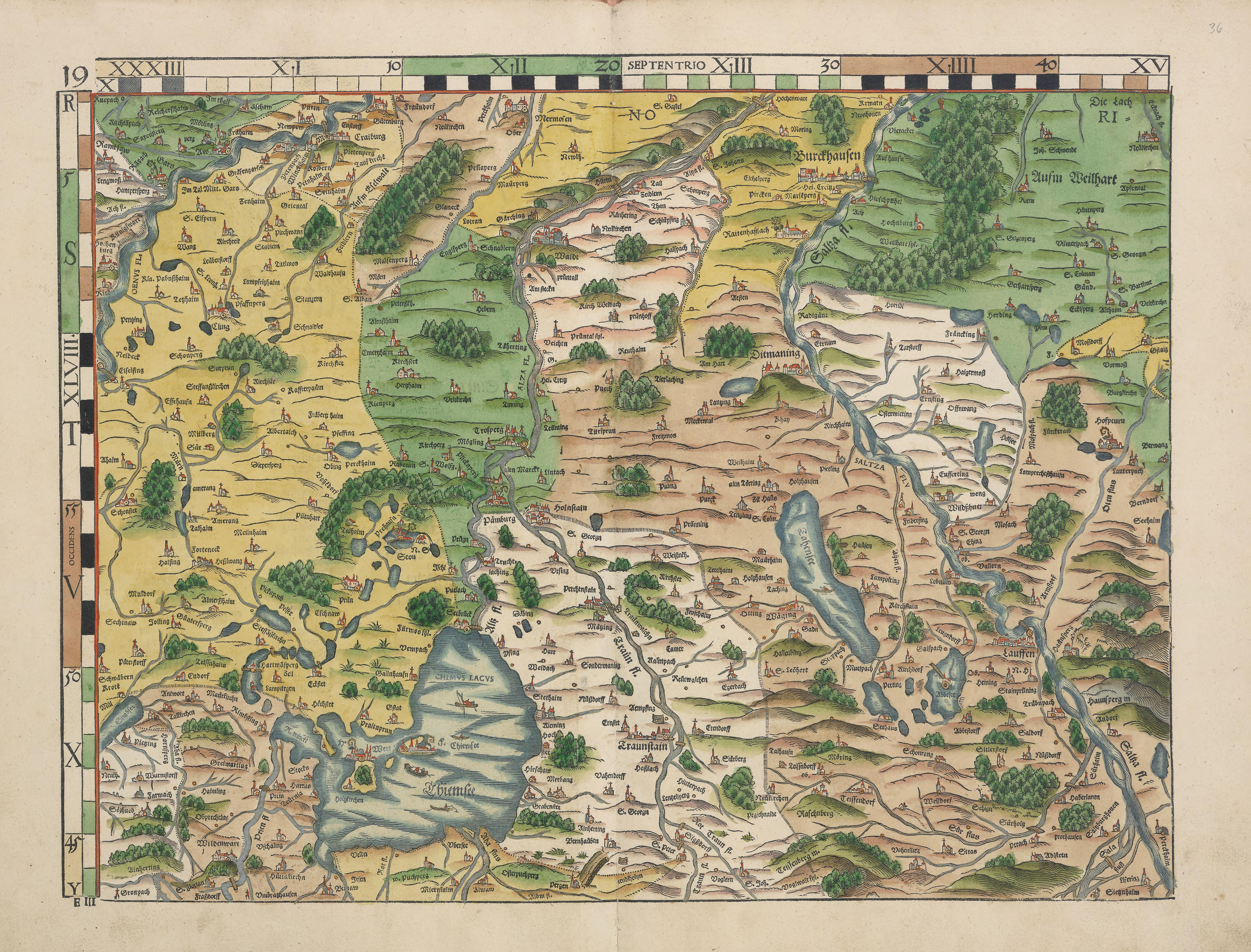
Philipp Apian's Landtafel 19 von 1568 mit dem Abbtsee

Im See liegt die langgestreckte, dichtbewaldete Insel Burgstall. Die Insel ist an einer Stelle nur wenige Meter vom Seeufer entfernt. Dort stand im Mittelalter eine Burg, von der heute oberirdisch nichts mehr zu sehen ist. Die Burgherren, die Herren von Kuchl, waren ein angesehenes Salzburger Rittergeschlecht und hatten im 14. Jahrhundert auch im nahen Leobendorf größere Besitzungen. Während der Auseinandersetzungen zwischen dem Erzstift Salzburg und dem Herzogtum Bayern versuchte man, die ab dem Jahr 1355 errichtete Burg unter Wasser zu setzen. Dazu wurden einige Dämme aufgeschüttet, die zur Vergrößerung des Sees führten und erst 1558 wieder geöffnet wurden. Auf Philipp Apians Landtafel 19 von 1568 ist der Abbtsee eingezeichnet mit einer Insel, auf der eine Kirche steht und auf die von Nordwesten her eine Brücke oder ein Steg führt.
Der See zählt zu den fischreichsten Gewässern Bayerns. Eine lokale Spezialität sind die bis zu 50 cm langen, sogenannten Moorkarpfen, deren Bestände alljährlich am ersten Novemberwochenende im südlichen Teil des Sees durch Absenkung des Wasserspiegels abgefischt („geerntet“) und im Rahmen eines vielbesuchten Herbstfestes mit viel volkstümlichem Brauchtum versteigert werden.
Der See gehört mit der Insel Burgstall zur Gemeinde Saaldorf-Surheim im Landkreis Berchtesgadener Land. Das nördliche Ufer bildet die Grenze zur Stadt Laufen im Landkreis Berchtesgadener Land. Von den Anwohnern in der Umgebung wird der See nur kurz als Abtsee bezeichnet, nach dem gleichnamigen Ortsteil der Stadt Laufen am nördlichen Ufer.
Der See liegt im Landschaftsschutzgebiet Schutz des Abtsdorfer Sees und der ihn umgebenden Landschaft (LSG-00303.01).
Am See befinden sich ein Campingplatz, eine Klinik, sowie ein Freizeitgelände. Um den See führt ein Wanderweg.

## Hydrologie
- Einzugsgebiet: 21,10 km²
- Zuflüsse:
  - Gaberlbach (am Westufer gegenüber der Insel Burgstall). Entwässert einen Teil des Haarmooses im Westen und über seinen Zufluss Weidmoosgraben das Weidmoos im Nordosten
  - Roßgraben (am  südsüdwestlichen Ufer). Dieser Hauptzufluss mit 4,34 km Länge entwässert über zahlreiche schnurgerade und meist namenlose Nebengräben auch den überwiegenden Teil des Haarmooses im Südwesten
  - Badhäuslgraben (am Südufer). Kurzer Zufluss von Süden her.
- Abfluss: Schinderbach (Ausfluss an der Nordnordwestspitze) → Salzach → Inn → Donau → Schwarzes Meer

Teilweise wird auch der Hauptzufluss Roßgraben schon Schinderbach genannt.

## Bildergalerie

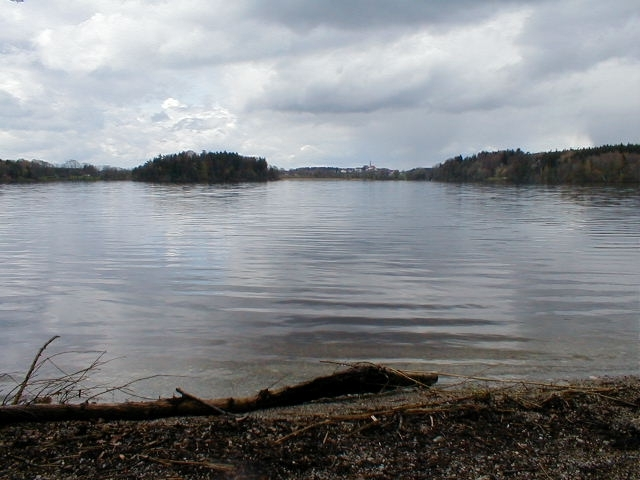
Abtsdorfer See mit Blick auf Leobendorf
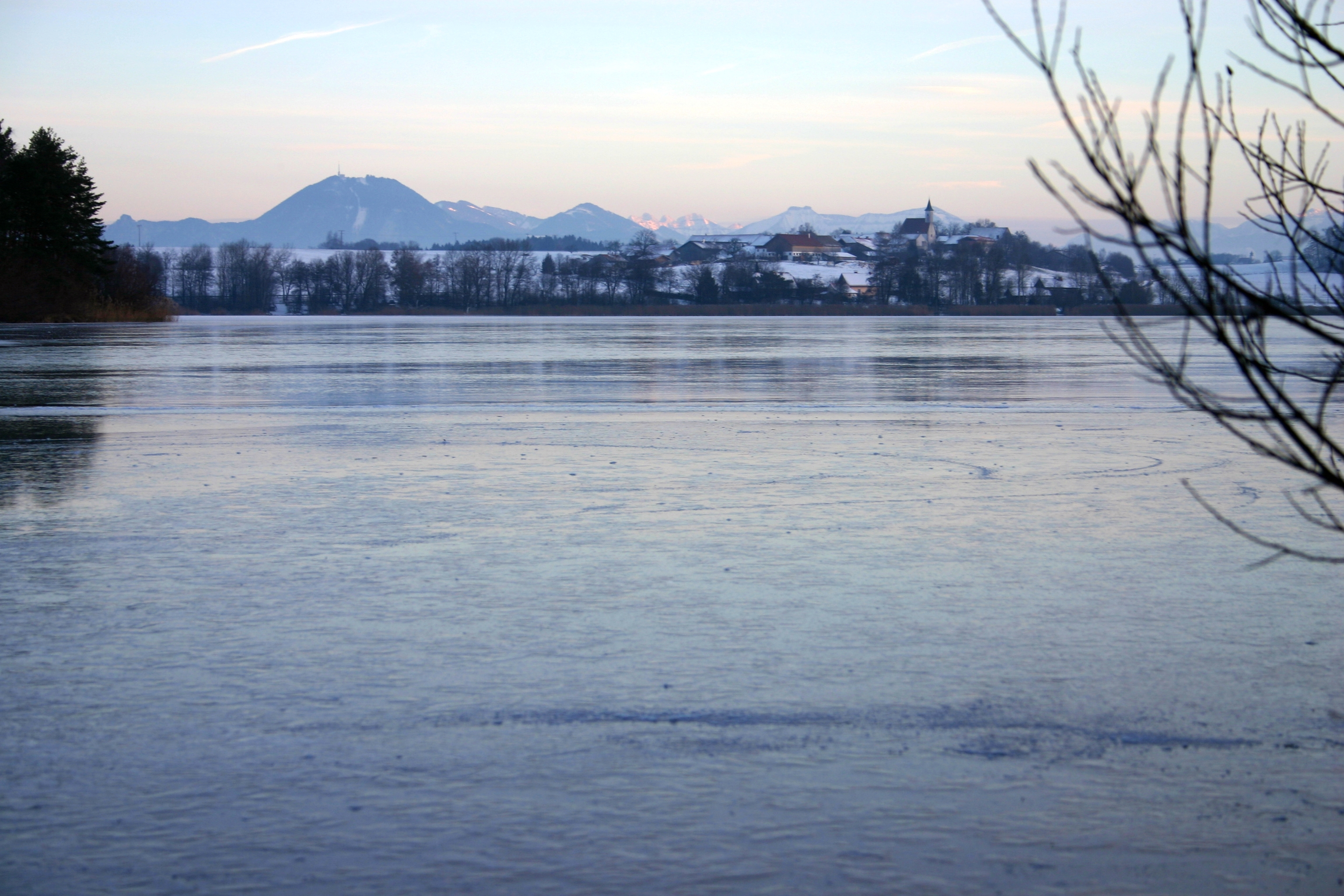
Zugefrorener See mit Blick auf Abtsdorf und die Salzburger Berge